# Niemand weiß es
Niemand weiß es ist ein deutsches Stummfilmdrama aus dem Jahre 1920 von Lupu Pick mit sich selbst und seiner Ehefrau Edith Posca in den Hauptrollen.

## Handlung
In dieser klassischen Dreiecksgeschichte mit kulminierender Dramatik sind die Protagonisten das Ehepaar Brendes und ein vom Verleger Brendes betreuter junger Autor, der sich dessen Gattin Helene auf eine ungebührliche Art und Weise nähert, sodass Brendes eines Tages argwöhnisch zu werden beginnt. Brendes fängt an, nachzudenken und zermartert sich das Hirn bei der Frage, ob seine Frau, die offensichtlich den Avancen des jungen Mannes nicht völlig abgeneigt zu sein scheint, ihm immer die Treue gehalten hat und ob das gemeinsame Kind der Brendes, bislang größtes Glücksmoment dieser Ehe, wirklich von ihm und nicht etwa von einem Liebhaber ist.
Niemand weiß es … allenfalls Gattin Helene. Bald ist der Argwohn, der Brendes massiv zusetzende Verdacht, ein Kuckuckskind durchgefüttert zu haben, so groß, dass es zum schweren Zerwürfnis der Eheleute mit all seinen Folgen kommt: Einreichung der Scheidung, resultatloser Ausgang vor Gericht, da sich der mutmaßliche Liebhaber einen Meineid geleistet hat, spätere Aufdeckung der Beziehung, erneute Klage, diesmal wegen Meineids, ein fehlgeschlagenes Attentat und final die Versöhnung der bis dahin heillos zerstrittenen Eheleute.

## Produktionsnotizen
Niemand weiß es passierte am 5. Februar 1921 die Filmzensur und erhielt Jugendverbot. Die Uraufführung fiel bereits ins Vorjahr, auf den 9. Juli 1920 in Berlins U.T. Kurfürstendamm. Die Länge des Sechsakters betrug 2280 Meter.

## Kritiken
„Edith Posca wußte der Rolle der sich schuldbewußt fühlenden Frau natürliche Züge zu geben, Melitta Ferrow war als die Liebe des Helden des Abenteuers recht nett. Eine hervorragende Leistung bot Eduard Rothauser in der Partie des grübelnden Gatten, die bei den Szenen der Erblindung ein Höhepunkt erreichte. Johannes Riemann (der Rivale) und Lupu Pick (ein Freund der Familie) waren ebenfalls ausgezeichnet, nicht zu vergessen ist die sehr gute Aufmachung und die vorzügliche Photographie.“

Paimann’s Filmlisten resümierte: „Stoff äußerst spannend, Spiel, Szenerie und Photos ausgezeichnet. Ein Schlager.“